# Sénestis
Sénestis település Franciaországban, Lot-et-Garonne megyében. Lakosainak száma 199 fő (2022. január 1.). Sénestis Taillebourg, Caumont-sur-Garonne, Fauguerolles, Fauillet, Lagruère és Le Mas-d’Agenais községekkel határos.

## Népesség
A település népessége az elmúlt években az alábbi módon változott:
| Lakosok száma | 356  | 289  | 241  | 199  | 202  | 207  | 211  | 213  | 209  | 199  |
|               | 1968 | 1982 | 1990 | 2006 | 2013 | 2015 | 2017 | 2019 | 2020 | 2022 |